# 1330-as évek
Évszázadok: 13. század · 14. század · 15. század
Évtizedek: 1280-as évek · 1290-es évek · 1300-as évek · 1310-es évek · 1320-as évek · 1330-as évek · 1340-es évek · 1350-es évek · 1360-as évek · 1370-es évek · 1380-as évek
Évek: 1330 · 1331 · 1332 · 1333 · 1334 · 1335 · 1336 · 1337 · 1338 · 1339

## A világ vezetői
- I. Károly magyar király (Magyar királyság) (1308–1342† )